# Päpstliches lateinamerikanisches Kolleg „Pius“
Das Päpstliche Lateinamerikanische Kolleg „Pius“ (spanisch: Pontificio Colegio Pío Latino Americano) ist ein Päpstliches Kolleg in Rom.

## Geschichte
Am 21. November 1858 wurde das „Lateinamerikanisches Seminar“ für die Priesterausbildung für Lateinamerika durch den chilenischen Priester José Ignacio Víctor Eyzaguirre mit Sitz an der Basilika Sant’Andrea della Valle in Rom gegründet. 1867 wurde dem Rektor Francisco Vannutelli SJ, durch Papst Pius IX. die Erlaubnis erteilt, das Seminar in Lateinamerikanisches Seminar Pius umzubenennen. Am 12. März 1871 konnte Papst Pius IX. einen Absolventen des Seminars José María Ignacio Montes de Oca y Obregón zum Bischof ernennen.
Mit Dekret der Kurie vom 19. März 1905 wurde dem Kolleg die päpstliche Anerkennung als Hochschule zuteil. 1905 wurde die Leitung der Hochschule der Gesellschaft Jesu übertragen.
Bis 1978 studierten an der Hochschule 3187 Studenten, wovon 18 Kardinäle, 87 Erzbischöfe und 194 Bischöfe wurden.

## Rektoren
- 1858: José Ignacio Eyzaguirre Portales
- 1858–1859: José Fondá
- 1859–1863: Juan Marcucci
- 1863–1869: Francisco Vannutelli
- 1869–1880: Agustín Santinelli
- 1880–1884: Tomás Ghetti
- 1884–1888: Vicente Cocumelli
- 1888–1891: Nicolás Angelini
- 1891–1898: Felipe Sotovia
- 1898–1901: Enrique Radaeli
- 1901–1907: Luis Capello
- 1907–1911: Augusto Anzuini
- 1911–1915: Luis Yabar Arteta
- 1915–1918: Pascual Masella
- 1918–1924: Juan Bigazzi
- 1924–1928: Nicolás Mónaco
- 1928–1932: Gabriel Huarte
- 1932–1937: Ángel Lino Tomé
- 1937–1940: Manuel Porta
- 1940–1945: Darío Ferioli
- 1945–1947: Ángel Lino Tomé
- 1947–1951: Ángel González
- 1951–1955: Luis Mendoza Guízar
- 1955–1957: Pablo Muñoz Vega
- 1957–1960: Pablo López de Lara
- 1960–1962: Arturo Dibar
- 1962–1965: Ricardo Chisholm
- 1965–1971: Eduardo Briceño
- 1971–1977: José Cruz Ayestarán
- 1977–1983: Ricardo Lapuente
- 1983–1985: Juan Fornelli
- 1985–1987: Manuel Torres Colunga
- 1987–1994: Fernando Londoño
- 1994–2000: Luis Palomera
- 2000–2005: Andrés Swinnen
- 2005–2011: José Adolfo González Prados
- 2011–2017: Jaime Castellón Covarrubias
- seit 2017: Gilberto Freire Yánez